# Stopping and Range of Ions in Matter
Stopping and Range of Ions in Matter (SRIM) ist ein Programmpaket zur Berechnung von Wechselwirkungen (Bremsvermögen) von Ionen mit anderen Medien (Festkörper usw.). Das Hauptprogramm von SRIM ist Transport of ions in matter (TRIM). SRIM wird im Bereich der Ionenimplantation und auch in anderen Zweigen der Strahlenmaterialwissenschaft weit verbreitet verwendet.

## Geschichte
SRIM entstand 1980 als DOS-basiertes Programm unter dem Namen TRIM. Diese DOS-Version des Programms wurde bis 1998 aktualisiert und steht weiterhin als Download zur Verfügung. Auf einem UNIX-System kann es auf einem PC mithilfe eines DOS-Emulators betrieben werden. SRIM-2000 benötigt ein System mit Microsoft Windows.
Die Programme wurden um 1983 von James F. Ziegler und Jochen P. Biersack entwickelt und seitdem stetig aktualisiert worden, wobei die Hauptänderungen ca. alle 5 Jahre erfolgten. SRIM basiert auf der Monte-Carlo-Methode, genauer der Näherung binärer Kollisionen (engl. binary collision approximation) mit zufälliger Wahl der Parameter aufeinander folgender Ionen.

## Funktionsweise
Als Eingangsparameter benötigt TRIM/SRIM die Ionenart und -energie (unterstützt wird der Bereich zwischen 10 eV und 2 GeV) und das Materialsystem als Einzelschicht oder Schichtstapel des Targets. Das Programm nutzt einen eindimensionalen Schichtstapel, d. h. eine Simulation von Materialien mit unterschiedlichen Zusammensetzungen in zwei oder drei Dimensionen ist nicht möglich.
Da in der Regel die Atomkaskaden und somit das Ergebnis von Ion zu Ion stark variiert, erfolgt eine Analyse über die Statistik von mehreren Hundert oder gar Zehntausend Ionen. Die Programme sind dabei so gestaltet, dass sie jederzeit unterbrochen und später wieder aufgenommen werden können. SRIM-2000 hat zudem eine einfach zu bedienende Benutzeroberfläche.
Als Ausgangsparameter werden die dreidimensionale Verteilung der Ionen im Zielmaterialsystem und ihre Parameter wie Eindringtiefe, ihre Verteilung (straggle genannt) entlang des einfallenden Ionenstrahls und senkrecht dazu, alle Atomkaskaden im Detail, die Konzentration der Leerstellen, Sputterrate, Ionisation und Phononenproduktion im Zielmaterialsystem sowie die  Energieaufteilung zwischen Kern- und Elektronenverlusten, Energieabscheidungsrate bereitgestellt.
Ein weiterer Programmteil erlaubt die Berechnung der elektronischen Bremsvermögens jedes Ions in jedem Material (einschließlich gasförmiger Ziele) auf der Grundlage einer mittelwertbildenden Parametrisierung einer Vielzahl von experimentellen Daten. Diese Eigenschaften machten SRIM sehr populär. Es berücksichtigt jedoch weder die Kristallstruktur noch dynamische Änderungen in der Zusammensetzung des Materials, was seine Nützlichkeit in einigen Fällen stark einschränkt.
Weitere Näherungen betreffen der ausschließlichen Unterstützung binärer Kollisionen (d. h. der Einfluss benachbarter Atome wird vernachlässigt), der Annahme eines vollständig amorphen Zielmaterials (d. h. eine Beschreibung von Gitterführungseffekten ist nicht möglich), der Ausschluss einer Rekombination von abgeschlagenen Atomen (Interstitials) mit Leerstellen, ein Effekt, der bekanntermaßen bei Hitzespitzen in Metallen sehr wichtig ist.
Es gibt keine Beschreibung von Defekt-Clustering und strahlungsinduzierter Amorphisierung, obwohl Ersteres in den meisten Materialien auftritt und Letzteres bei Halbleitern sehr wichtig ist.
Die Schwellenverschiebungsenergie ist für jedes Element eine Sprungfunktion, auch wenn sie in Wirklichkeit kristallrichtungsabhängig ist.